# John Hayes (rugbista)
John James Hayes (Limerick, 2 novembre 1973) è un ex rugbista a 15 irlandese, dal 1998 al 2011 pilone del Munster e recordman di presenze della Nazionale d'Irlanda (105), della quale fu il primo, nel 2010, a raggiungere le 100 presenze; vanta anche 2 test match con i British Lions.

## Biografia
Cresciuto nel calcio gaelico e nell'hurling Hayes giunse al rugby solo intorno ai 18 anni; nei primi anni novanta fu a Invercargill, in Nuova Zelanda, per giocare e studiare e, dopo due anni, tornò in Irlanda.
Nel 1998 entrò nella squadra del Munster con cui iniziò disputando il campionato interprovinciale irlandese e, dal 2001, la Celtic League; in Nazionale irlandese debuttò nel corso del Sei Nazioni 2000 contro la Scozia a Dublino.
Subito messosi in luce come pilone di fatica e tecnica, tanto che il suo connazionale Keith Wood lo definì quale vera anima del pacchetto di mischia irlandese, vinse la Celtic League con Munster e nello stesso anno prese parte alla Coppa del Mondo di rugby 2003 in Australia, giungendo fino ai quarti di finale in cui l'Irlanda fu sconfitta dalla Francia.
L'anno seguente, pur non vincendo il Sei Nazioni, contribuì a far guadagnare all'Irlanda la Triplice Corona (il riconoscimento concesso a una delle quattro squadre delle Isole britanniche che in un'edizione di torneo batta le altre tre), la prima dal 1985.
Nel 2005 prese parte al tour in Nuova Zelanda dei British Lions scendendo in campo in uno dei tre test match previsti contro gli All Blacks, mentre un anno più tardi si laureò campione d'Europa con Munster.
Fu nella squadra irlandese che partecipò alla Coppa del Mondo di rugby 2007 in Francia mentre l'anno seguente rivinse il titolo europeo di club, ancora con Munster.
Il 2009 fu l'anno del Grande Slam nel Sei Nazioni, che mancava all'Irlanda dal 1948, poi della vittoria celtica e infine della seconda convocazione nei British Lions in occasione del loro tour in Sudafrica, per rimpiazzare lo scozzese Euan Murray, infortunatosi durante la spedizione.
Nel frattempo divenuto recordman di presenze in Nazionale, il 27 febbraio 2010, durante un incontro del Sei Nazioni contro l'Inghilterra, Hayes divenne il primo irlandese a raggiungere 100 test match in maglia verde; il suo ultimo incontro fu il 6 agosto 2011 contro la Scozia, test match di preparazione alla Coppa del Mondo di rugby 2011 alla quale tuttavia Hayes non fu convocato.
Sono in totale 107 gli incontri internazionali di Hayes, 105 dei quali per l'Irlanda e 2 per i British Lions.
Hayes disputò il suo ultimo incontro il 26 dicembre 2011, vittoria di Munster contro Connacht per 24-9; all'uscita a 22 minuti dalla fine gli fu tributata una standing ovation dal pubblico presente allo stadio di Dublino.
Al momento del ritiro aveva disputato 210 incontri ufficiali per Munster, di cui 87 in Celtic League, 103 nelle competizioni europee, 17 nel campionato interprovinciale irlandese e 3 in Celtic Cup.

## Palmarès
- Celtic League: 2
Munster: 2002-03; 2008-09
- Heineken Cup: 2
Munster: 2005-06; 2007-08